# Turun Palloseura
Turun Palloseura (eller blot TPS) er en fodboldklub hjemmehørende i den finske by Turku. Klubben har vundet det finske mesterskab otte gange, dog senest i 1975. I de senere sæsoner er den atter ved at nærme sig den absolutte top, med tredjepladser i 2007 og 2009. Klubbens største internationale præstation opnåede den i UEFA Cuppen i sæsonen 1987-88, hvor de vandt 1-0 over Inter Milano på San Siro. De tabte dog returkampen hjemme med 2-0 og røg ud. TPS spiller i den finske liga Veikkausliiga.

## Titler
- Finske mesterskaber (8): 1928, 1939, 1941, 1949, 1968, 1971, 1972 og 1975
- Finske pokalturnering (3): 1991, 1994 og 2010

## Historiske slutplaceringer
| Sæson | Niveau | Liga          | Placering | Kilde  |             |
| ----- | ------ | ------------- | --------- | ------ | ----------- |
| 2010. | 1.     | Veikkausliiga | 3.        | [ 1 ]  |             |
| 2011. | 1.     | Veikkausliiga | 5.        | [ 2 ]  |             |
| 2012. | 1.     | Veikkausliiga | 3.        | [ 3 ]  |             |
| 2013. | 1.     | Veikkausliiga | 8.        | [ 4 ]  |             |
| 2014. | 1.     | Veikkausliiga | 12.       | [ 5 ]  |             |
| 2015. | 2.     | Ykkonen       | 3.        | [ 6 ]  |             |
| 2016. | 2.     | Ykkonen       | 2.        | [ 7 ]  |             |
| 2017. | 2.     | Ykkonen       | 1.        | [ 8 ]  |             |
| 2018. | 1.     | Veikkausliiga | 11.       | [ 9 ]  |             |
| 2019. | 2.     | Ykkonen       | 2.        | [ 10 ] |             |
| 2020. | 1.     | Veikkausliiga | 11.       | [ 11 ] | til Ykkonen |
| 2021. | 2.     | Ykkonen       | 3.        | [ 12 ] |             |
| 2022. | 2.     | Ykkönen       | 2.        | [ 13 ] |             |
| 2023. | 2.     | Ykkönen       | 5.        | [ 14 ] |             |

## Europæisk deltagelse
| Sæson   | Runde      | Modstander       | Hjemme | Ude | Kommentar                 |
| ------- | ---------- | ---------------- | ------ | --- | ------------------------- |
| 1969-70 | 1. runde   | KB               | 0-1    | 0-4 | -                         |
| 1972-73 | 1. runde   | FC Magdeburg     | 1-3    | 0-6 | -                         |
| 1973-74 | 1. runde   | Celtic           | 1-6    | 0-3 | -                         |
| 1976-77 | 1. runde   | Sliema Wanderers | 1-0    | 1-2 | Videre ved mål på udebane |
| 1976-77 | 1/8-finale | FC Zürich        | 0-1    | 0-2 | -                         |

| Sæson   | Runde     | Modstander      | Hjemme | Ude | Kommentar |
| ------- | --------- | --------------- | ------ | --- | --------- |
| 1992-93 | 1. runde  | Trabzonspor     | 2-2    | 0-2 | -         |
| 1995-96 | Kvalifik. | KS Teuta Durrës | 1-0    | 0-3 | -         |

| Sæson   | Runde      | Modstander        | Hjemme | Ude | Kommentar                 |
| ------- | ---------- | ----------------- | ------ | --- | ------------------------- |
| 1985-86 | 1. runde   | Spartak Moskva    | 1-3    | 0-1 | -                         |
| 1987-88 | 1. runde   | Admira Wacker     | 0-1    | 2-0 | -                         |
| 1987-88 | 2. runde   | Internazionale    | 0-2    | 1-0 | -                         |
| 1988-89 | 1. runde   | Linfield FC       | 0-0    | 1-1 | Videre ved mål på udebane |
| 1988-89 | 2. runde   | First Vienna      | 1-0    | 1-2 | Videre ved mål på udebane |
| 1988-89 | 1/8-finale | Victoria Bukarest | 3-2    | 0-1 | Udgået ved mål på udebane |
| 1990-91 | 1. runde   | GKS Katowice      | 0-1    | 0-3 | -                         |
| 2010-11 | 1. kvalif. | Port Talbot Town  | 3-1    | 4-0 | -                         |
| 2010-11 | 2. kvalif. | Cercle Brügge     | 1-2    | 1-0 | Udgået ved mål på udebane |